# Wormwood (Marduk)
Wormwood è l'undicesimo album in studio del gruppo musicale black metal svedese Marduk, pubblicato nel 2009.

## Tracce
1. Nowhere, No One, Nothing – 3:20
2. Funeral Dawn – 5:51
3. This Fleshly Void – 3:07
4. Unclosing the Curse – 2:15
5. Into Utter Madness – 4:56
6. Phosphorous Redeemer – 6:11
7. To Redirect Perdition – 6:41
8. Whorecrown – 5:29
9. Chorus of Cracking Necks – 3:47
10. As A Garment – 4:18

## Formazione
- Mortuus - voce
- Morgan Steinmeyer Håkansson - chitarra
- Magnus "Devo" Andersson - basso
- Lars Broddesson - batteria